# Aspindza
Aspindza (georgiska: ასპინძა) är en daba (stadsliknande ort) i Georgien. Den ligger i regionen Samtsche-Dzjavachetien, i den centrala delen av landet, 130 km väster om huvudstaden Tbilisi. Aspindza ligger 1 084 meter över havet och antalet invånare var 2 793 år 2014. Aspindza är administrativt centrum för distriktet Aspindza.